# Alois Pszczolka
Alois Pszczolka (19. května 1920 Karvinná – 1981), často uváděný jako Alois Pščolka, byl český fotbalový útočník. Jeho starší bratr Rudolf Pszczolka byl rovněž prvoligovým fotbalistou.

## Fotbalová kariéra
V československé lize hrál za Viktorii Žižkov, SK Slezská Ostrava a Vítkovické železárny. Nastoupil ve 104 ligových utkáních a dal 58 gólů. Finalista Českého poháru 1946. Za reprezentační B-tým nastoupil v 1 utkání.

## Ligová bilance
| Ročník                                     | Zápasy | Góly | Klub                 |
| ------------------------------------------ | ------ | ---- | -------------------- |
| Národní liga 1940/41                       | 9      | 2    | SK Viktoria Žižkov   |
| Národní liga 1943/44                       | 26     | 16   | SK Slezská Ostrava   |
| Státní liga 1945/46                        | 11     | 7    | SK Slezská Ostrava   |
| Státní liga 1946/47                        | 24     | 13   | SK Slezská Ostrava   |
| Státní liga 1947/48                        | 10     | 8    | SK Ostrava           |
| Celostátní československé mistrovství 1950 | 20     | 8    | Vítkovické železárny |
| Mistrovství československé republiky 1951  | 6      | 1    | Vítkovické železárny |
| Mistrovství československé republiky 1952  | -      | 0    | Vítkovické železárny |
| Přebor československé republiky 1954       | 6      | 3    | Baník Ostrava        |
| CELKEM                                     | 112    | 58   |                      |